# Gene Amdahl
Gene Amdahl (Flandreau (Južna Dakota), 16. studenoga 1922. - Palo Alto (Kalifornija), 10. studenoga 2015.), američki računalni znanstvenik i jedan od pionira računalstva.

## Životopis
Nakon obrane doktorata 1952. zapošljava se u tvrtci IBM, gdje je sudjelovao u razvoju računala serije IBM 704, IBM 709 i IBM 7030. Tvrtku napušta 1956. godine, ali se vraća 1960. kada postaje glavni inženjer IBM-ove serije računala 360 koja je donijela revoluciju u tadašnjem svijetu računala. Jedna od novina te serije je bila ta da se softver napisan za jedan model serije mogao izvoditi na bilo kojem drugom modelu.
IBM napušta 1970. i osniva tvrtku Amdahl Corporation koja je proizvodila mainframe računala koja su mogla izvoditi IBM-ov softver, ali po značajno nižoj cijeni od IBM-ovih računala. Tvrtku je kasnije kupila kompanija Fujitsu.
Amdahl je tvorac Amdahlova zakona koji se bavi mogućnošću ubrzanja višekomponentnog sustava u kojem se samo neke komponente ubrzavaju, a na kojem se temelje na temelje cluster sustavi visoke dostupnosti i višeprocesorsko računarstvo.
Kao znak izuzetnog doprinosa za postignute rezultate, Amdahl je 1965. uvršten na popis IBM Fellowsa, popis znanstvenika, inženjera i programera IBM-a sa značajnim doprinosima.

## Vanjske poveznice
- Oral history interview with Gene M. Amdahl (Charles Babbage Institute, 1989)